# Ophrys sect. Fuciflorae
Ophrys sect. Fuciflorae is een sectie (onderverdeling van een geslacht) met enkele tientallen terrestrische soorten orchideeën, die deel uitmaakt van het geslacht Ophrys.

## Kenmerken
Fuciflorae verschillen van de andere Ophrys-soorten door de grote, wijd uitgespreide kelkbladen, waarvan het bovenste soms als een afdakje over het gynostemium gebogen is, de korte, behaarde, driehoekige of lancetvormige kroonbladen met rechte zijranden, de ongedeelde of drielobbige lip die bruin of purper gekleurd is met een zeer variabel getekend speculum, en een duidelijk aanhangseltje.

## Verspreiding en voorkomen
Fuciflorae komen voor in heel Europa met als centrum het Middellandse Zeegebied.

## Taxonomie
De sectie Fuciflorae omvat enkele tientallen soorten spiegelorchissen, die afhankelijk van de auteur nog eens in verschillende series of groepen worden verdeeld.

### Soortenlijst (onvolledig)
- Ophrys aegirtica P. Delforge (1996)
- Ophrys annae Devillers-Tersch. & Devillers (1992)
- Ophrys conradiae Melki & Deschâtres (1993)
- Ophrys corbariensis J. Samuel & J.M. Lewin (2002)
- Ophrys elatior Gumpr. ex H.F. Paulus (1996)
- Ophrys gresivaudanica O. Gerbaud (2002)
- Ophrys holoserica (Burm. f.) Greuter (1967)
- Ophrys philippi Grenier (1859)
- Ophrys picta Link (1800)
- Ophrys pseudoscolopax (Moggr.) Paulus & Gack (1999)
- Ophrys santonica J.M. Mathé & F.Melki (1994)
- Ophrys scolopax Cav. (1793)
- Ophrys vetula Risso (1844)